# Zoltán Jelenffy-Tóth
Zoltán Kornél Jelenffy-Tóth, także Zoltán Jelenffy-Tóth von Csejthe (ur. 26 października 1876 w Syhocie, zm. 21 stycznia 1924 w Budapeszcie) – węgierski wojskowy i strzelec, olimpijczyk. 
Brał udział w zawodach strzeleckich podczas Letnich Igrzysk Olimpijskich 1912, na których wystartował w czterech konkurencjach. Najwyższą pozycję zajął w pistolecie dowolnym z 50 m, w którym uplasował się na 52. miejscu (wyprzedził wyłącznie Edmonda Bernhardta i Heinricha Hoffmanna). Oprócz strzelectwa uprawiał także kolarstwo, gimnastykę, pływanie i narciarstwo biegowe.

## Wyniki

### Igrzyska olimpijskie
| Igrzyska       | Konkurencja                              | Wynik                  | Miejsce | Źródło |
| -------------- | ---------------------------------------- | ---------------------- | ------- | ------ |
| Sztokholm 1912 | Karabin dowolny, trzy postawy, 300 m     | 718 pkt. (290–241–187) | 69      | [ 4 ]  |
| Sztokholm 1912 | Karabin wojskowy, trzy postawy, 300 m    | 48 pkt. (33–15)        | 87      | [ 5 ]  |
| Sztokholm 1912 | Karabin wojskowy, dowolna postawa, 600 m | 54 pkt.                | 78      | [ 6 ]  |
| Sztokholm 1912 | Pistolet dowolny, 50 m                   | 348 pkt.               | 52      | [ 2 ]  |